# Jewgienij Czigiszew
Jewgienij Aleksandrowicz Czigiszew (ros. Евгений Александрович Чигишев; ur. 28 maja 1979 w Nowokuźniecku) – rosyjski sztangista, wicemistrz olimpijski, dwukrotny medalista mistrzostw świata, trzykrotny mistrz Europy.